# Boletus fechtneri
Boletus fechtneri (Josef Velenovský, 1922), sin. Butyriboletus fechtneri (Josef Velenovský, 1922 ex David Arora și Jonathan L. Frank, 2014), din încrengătura Basidiomycota în familia Boletaceae și de genul Boletus, denumit în popor hribul lui Fechtner, este o specie de ciuperci comestibile devenită rar care coabitează, fiind un simbiont micoriza (formând micorize pe rădăcinile de arbori). În România, Basarabia și Bucovina de Nord buretele trăiește prin păduri de foioase și mixte, în primul rând pe lângă fagi, dar de asemenea sub carpeni și stejari, uneori chiar și sub molizi. Se dezvoltă solitar sau în grupuri de la câmpie la deal, dar nu în regiuni montane, pe sol calcaros, preferând zone călduroase. Timpul apariției este din (iunie) iulie până toamna cât încă este cald.

## Taxonomie

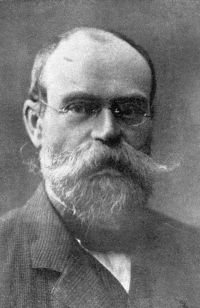
J. Velenovský

Numele binomial a fost determinat de micologul ceh Josef Velenovský în volumul 5 al operei sale České Houby de abia în anul 1922. A creat epitetul în onoarea lui František Fechtner (1883-1967), unui botanist și taxidermist ceh la Universitatea Carolină din Praga precum colaborator a lui.
În 2014, micologii americani David Arora și Jonathan L. Frank au descris noul gen Butyriboletus transferând specia sub păstrarea epitetului împreună cu altele 5 la el, de verificat în volumul 106 al jurnalului american Mycologia. Autorii au dezvăluit, datorită datelor moleculare, că specia ar arăta o anumită diferență de clada cheie a lui Boletus edulis și speciile strâns aliate.
Totuși, acest articol va rămâne momentan la denumirea Boletus fechtneri a lui Velenovský, nu numai că soiul este cunoscut în cărți micologice doar sub acest taxon. Mai mult, micologii Michael Loizides, Jean-Michel Bellanger și coautori au arătat în studiile lor filogenetice moleculare recente (2019) că populațiile regionale ale lui Boletus fechtneri sunt extrem de variabile genetic, ceea ce sugerează că specia ar putea fi în proces de speciație.
În urmare trebuie calculat cu o modificare reînnoită al bazionimului.

## Descriere
- Pălăria: are un diametru de 6-20 (25) cm, este inițial compactă, semisferică cu marginea răsfrântă în jos, apoi spongioasă, convex-aplatizată, în formă de pernă. Cuticula care se poate decoji numai foarte greu este în tinerețe alb-cenușie până la gri-argintie și considerabil fibros-pâsloasă, devenind mai târziu netedă, goală cu un colorit gri-brun până maro deschis, adesea cu o ușoară nuanță de roz pe margine, rar chiar și brun-rozalie. Are un aspect mătăsos, catifelat până lucios la bătrânețe respectiv unsuros, în funcție de vreme. Suprafața devine brună spre roșiatic când este atinsă.
- Tuburile și porii: are tuburi destul de lungi, rotunjite, slab aderate la picior, de culoare galbenă ca lămâia sau galben aurie, în stadiu avansat bombate și murdar galben măslinii. Porii foarte mici, înguști și rotunjiți sunt de aceiași culoare cu tuburile, uneori însă cu o tentă brun-roșiatică. Tuburile și porii se decolorează la atingere albastru.
- Piciorul: foarte solid are o lungime de 6-12 (15) cm  și o grosime de 2-4 (6) cm. Tânăr, are o formă bulboasă, mai târziu devine clavat- cilindric, mai extins către baza nu rar ascuțită. Suprafața este de culoare galben crom până galben crem, mai ales în partea de sus. În zona inferioară există o zonă roșiatică îngustă. Toată tija este acoperită de o grilă fină, gălbuie în partea de sus și persistent roșiatică până roșu-rozalie în cea de jos. Nu schimbă culoarea la atingere.
- Carnea: gălbuie în partea superioară și rozaliu-roșiatică spre bază este groasă, în tinerețe fermă, cea a pălăriei devine însă cu avansarea în vârstă moale și spongioasă. După o secțiune longitudinală se decolorează după scurt timp ceva asemănător tricolorului român: în pălărie albăstrui, la mijloc galben-verzui și în zona tulpinii inferioare roșiatic. După câteva ore, culoarea se estompează într-un galben tulbure. Această distribuție a culorilor are doar loc la această ciupercă. Mirosul este dulcișor, plăcut, dar la exemplarele trecute poate apărea unul neplăcut de fermentare, chimic sau ca și de vopsea, gustul fiind blând.[3][4]
- Caracteristici microscopice: are spori fusiformi, netezi și hialini (translucizi) cu o mărime de 30-40 × 9-13 microni. Pulberea lor este galben-măslinie. Basidiile clavate cu 4 sterigme fiecare au dimensiunea de 30-40 × 9-13 microni. Cistidele (elemente sterile situate în stratul himenal sau printre celulele din pielița pălăriei și a piciorului, probabil cu rol de excreție) în formă de sticlă măsoară 10-15 × 4-6 microni. Pileocistidele (elemente sterile de pe suprafața pălăriei) sunt alcătuite din hife întrețesute, ale căror capete se desprind parțial, dar ulterior se întind. Au o grosime de 3–9 µm și celule finale cilindrice, rareori în formă de club.[11][12]
- Reacții chimice: Cuticula se decolorează cu sulfat de fier slab purpuriu și carnea gri.[13]

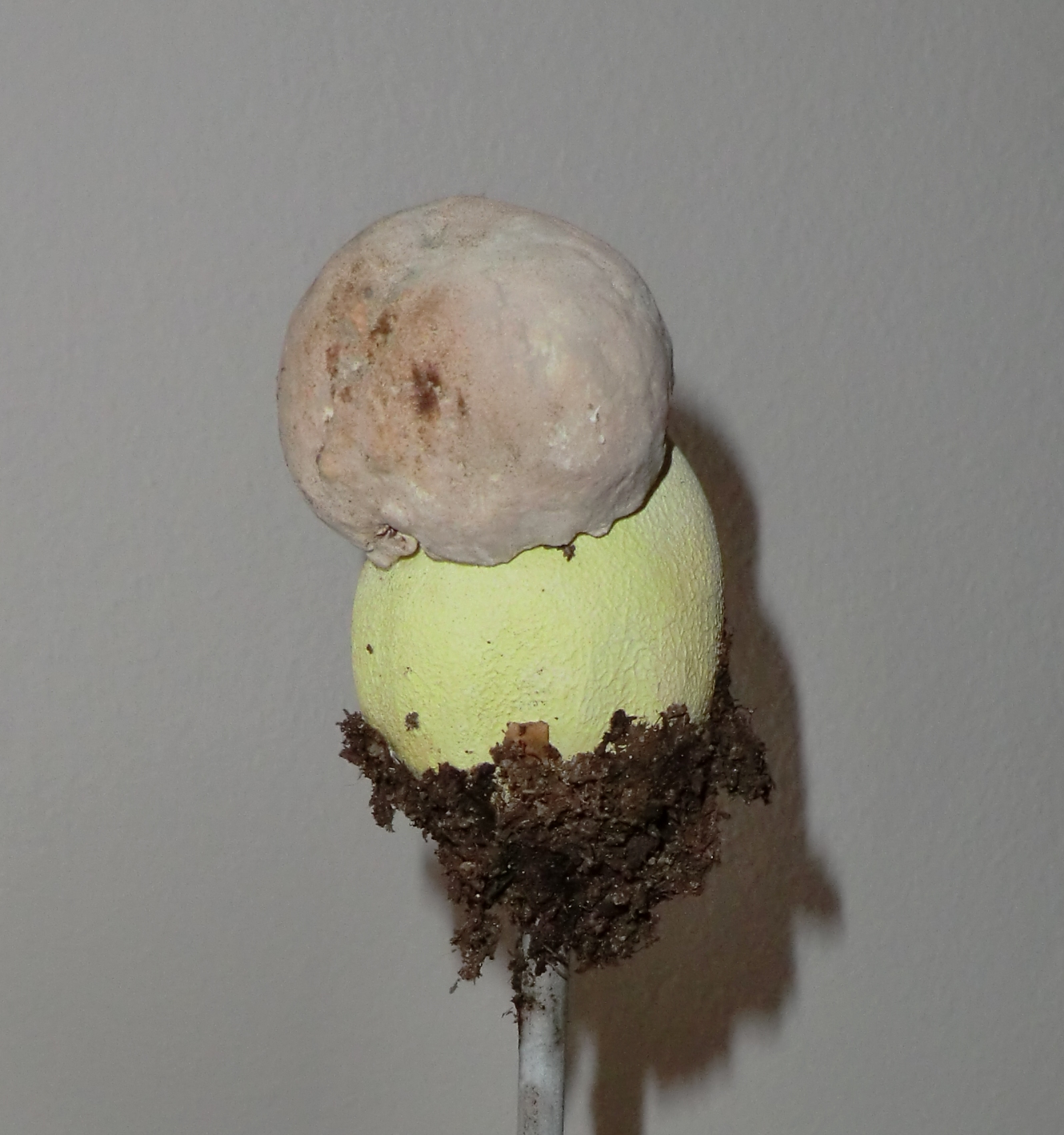
B. fechtneri tânăr
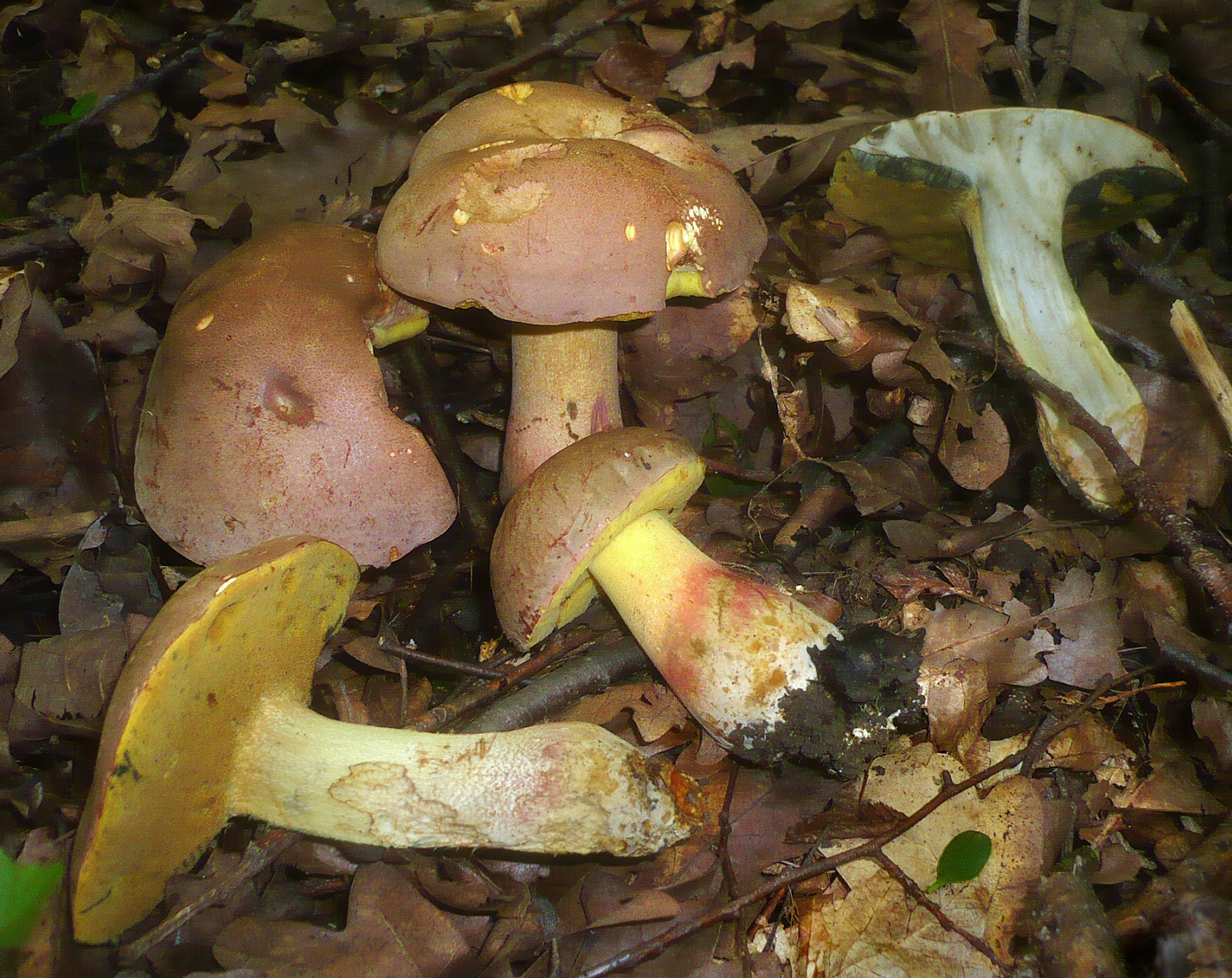
B. fechtneri, grup, secțiune longitudinală

## Confuzii
Hribul lui Fechtner poate fi confundat în primul rând cu suratele lui Boletus appendiculatus, Boletus regius, Boletus speciosus sin.Butyriboletus fuscoroseus și Boletus subappendiculatus, toate patru comestibile, dar, de asemenea, cu mai multe alte specii din familia Boletaceae, cum sunt: Boletus aereus, Boletus calopus (necomestibil, amar) precum variația sa Boletus calopus var. Boletus pachypus (necomestibil, amar), (Rubro)boletus dupainii (comestibil, pori roșii), Boletus erythropus sin. Boletus luridiformis (comestibil, pori roșiori), Boletus junquilleus (comestibil, mai deschis gălbui, spori gălbui), Boletus pulverulentus (de calitate mediocră, porii tind spre roșu), Boletus radicans (necomestibil, amar, picior fără roșu, crește numai în păduri foioase), Boletus speciosus (comestibil), Boletus spinarii (necomestibil, fără tonuri roșiatice) sau Suillellus queletii sin. Boletus queletii (comestibil, pori mai întâi galbeni apoi roșiatici, picior neted).

## Specii asemănătoare în imagini

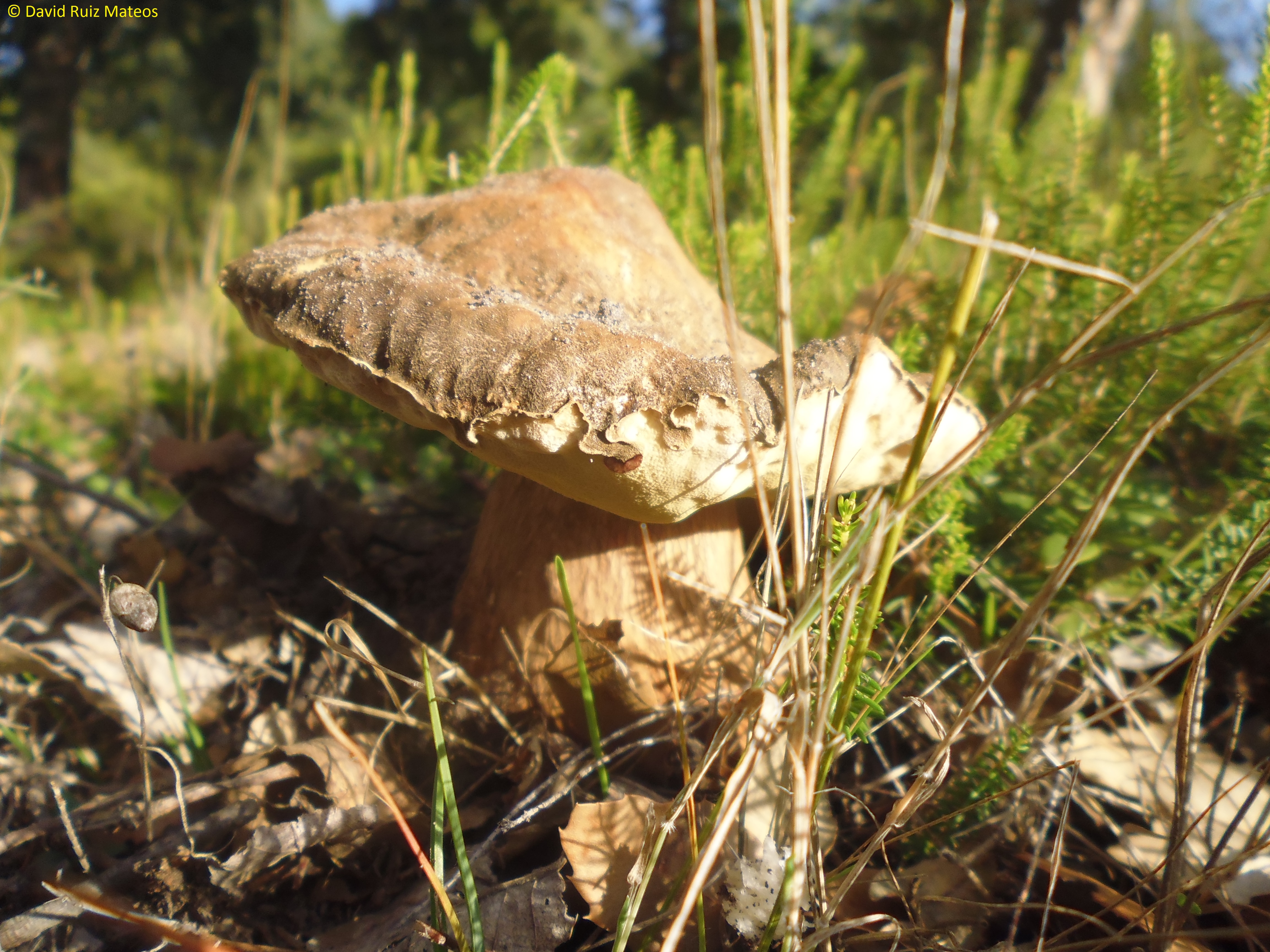
Boletus aereus
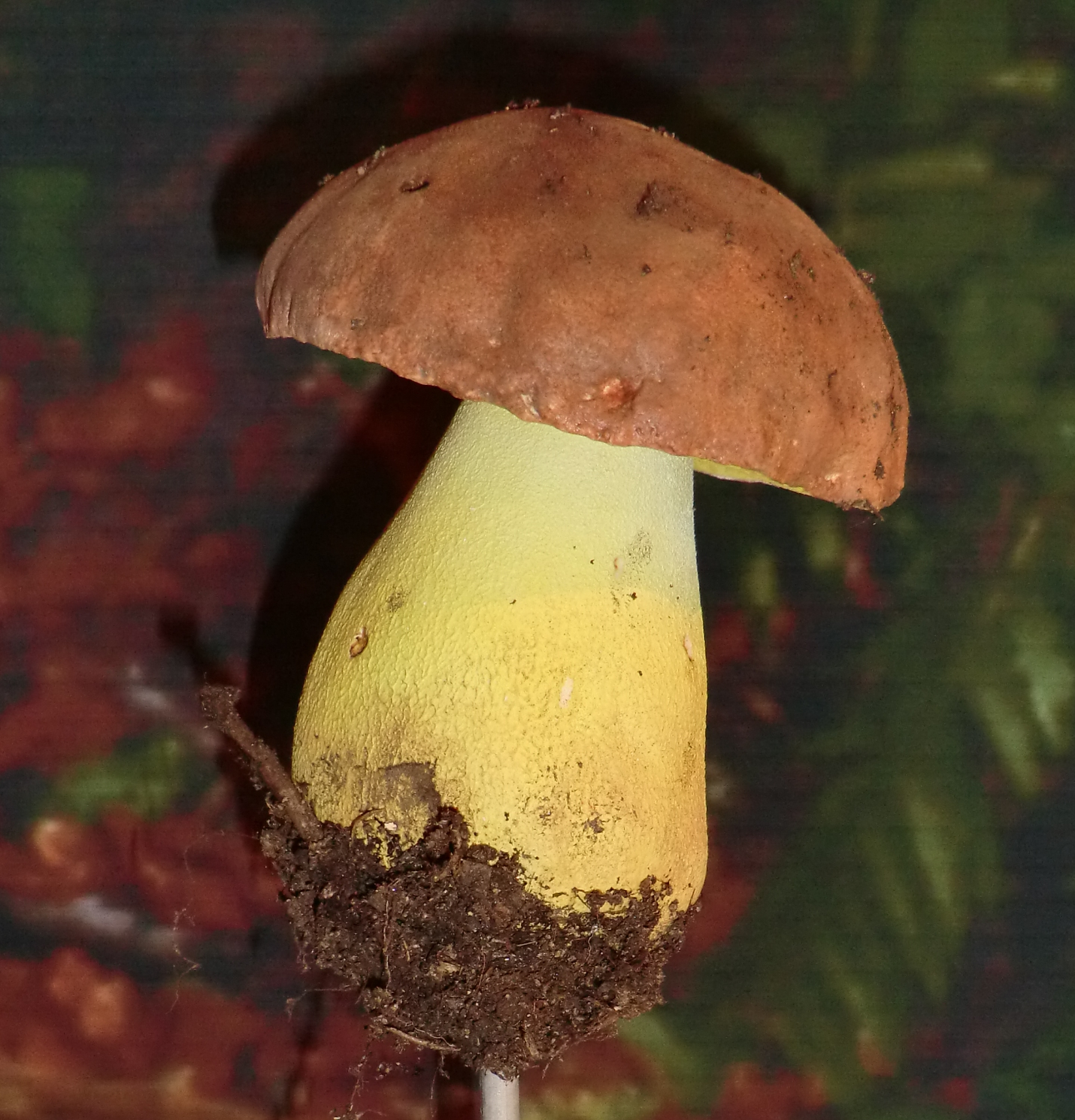
Boletus appendiculatus
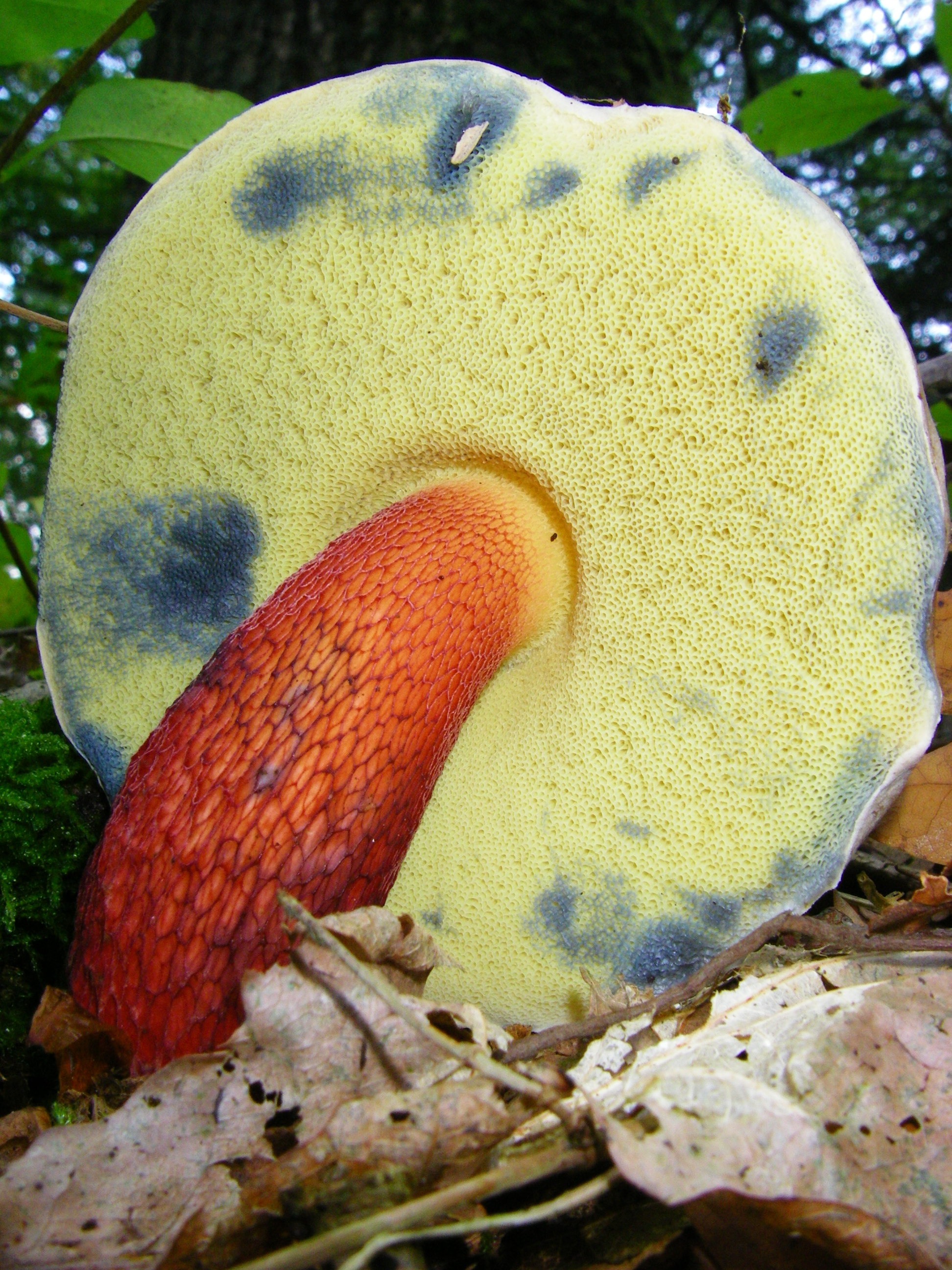
!Boletus calopus var. pachypus!
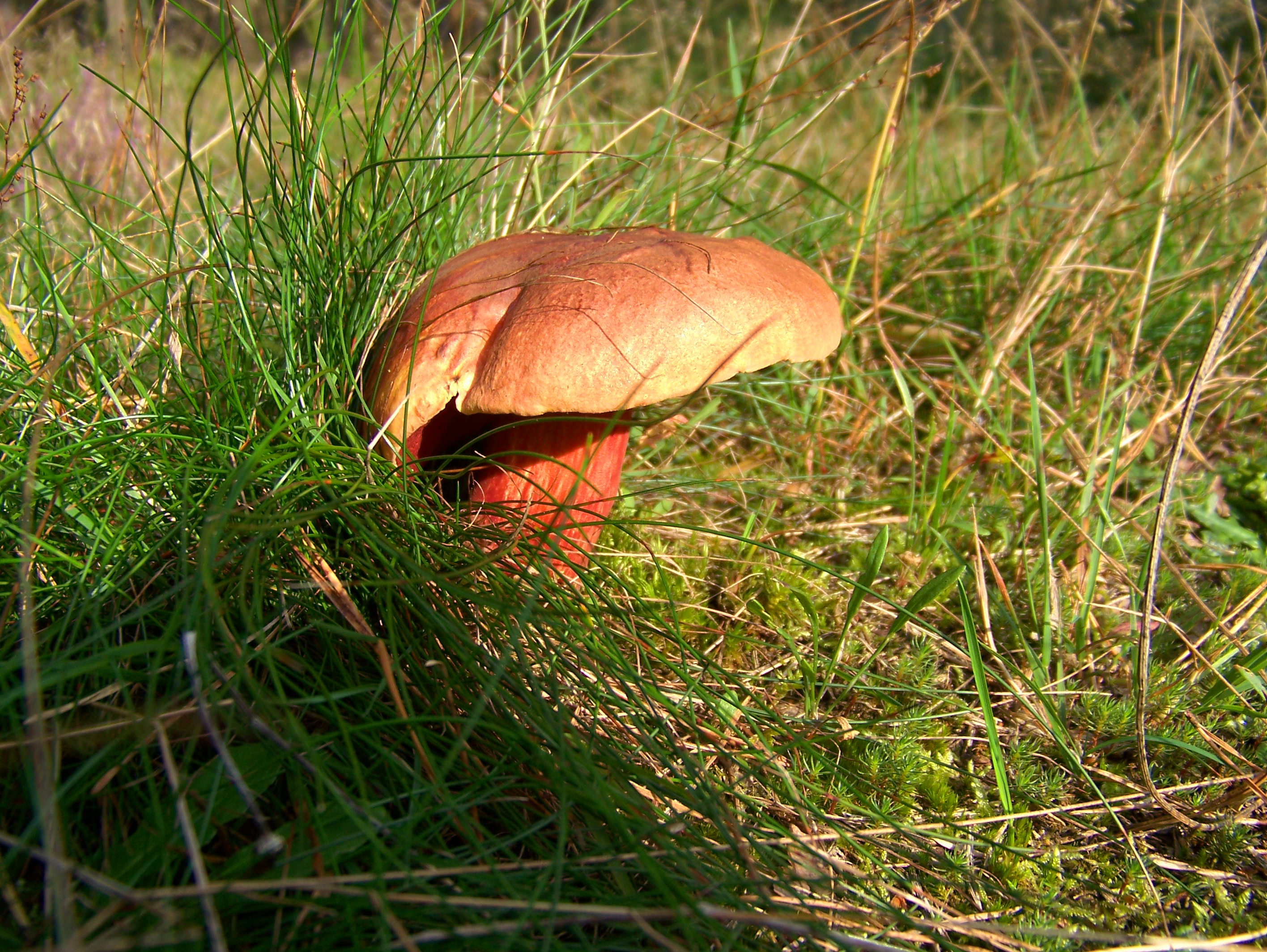
Boletus dupainii
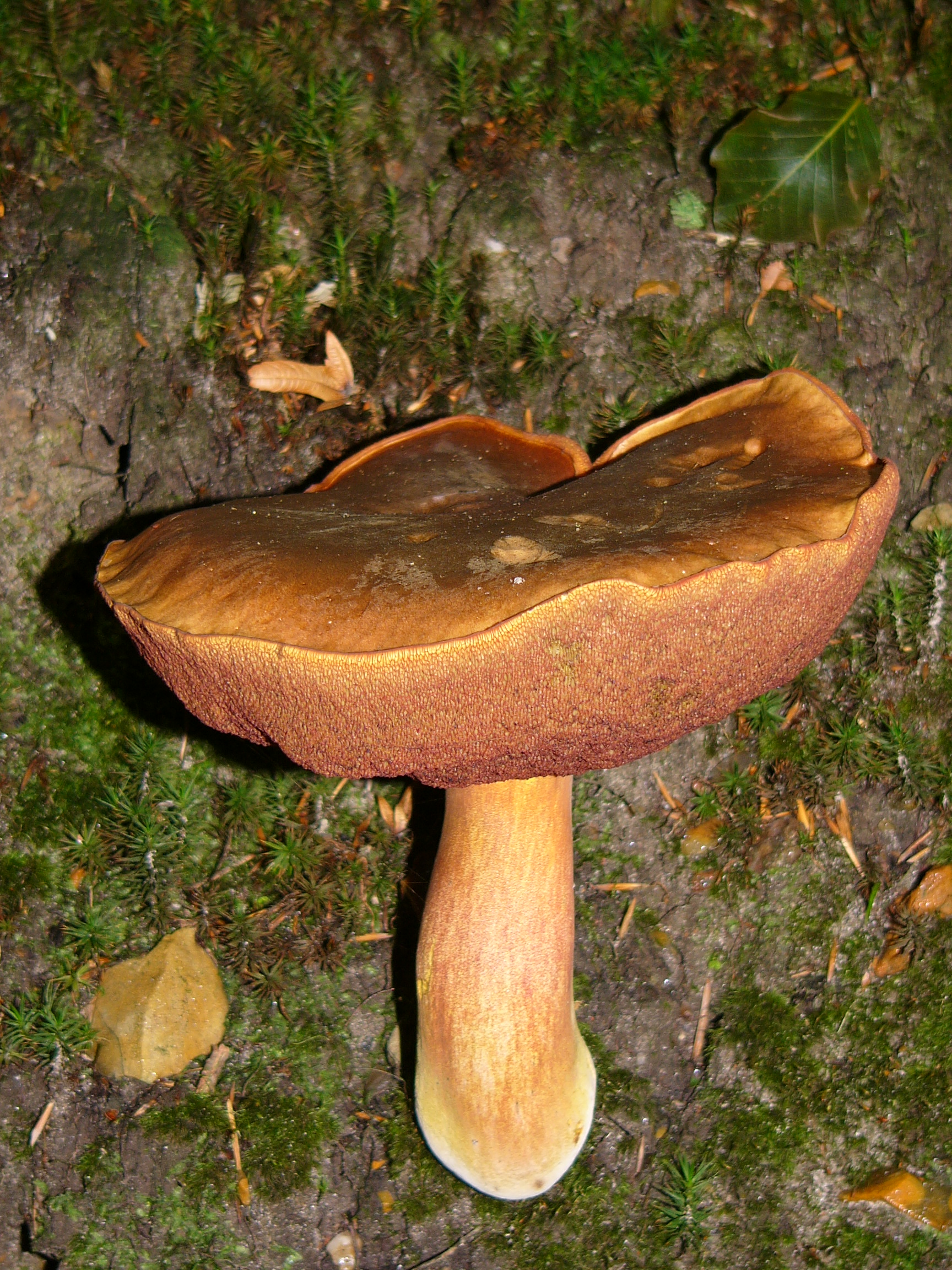
Boletus erythropus

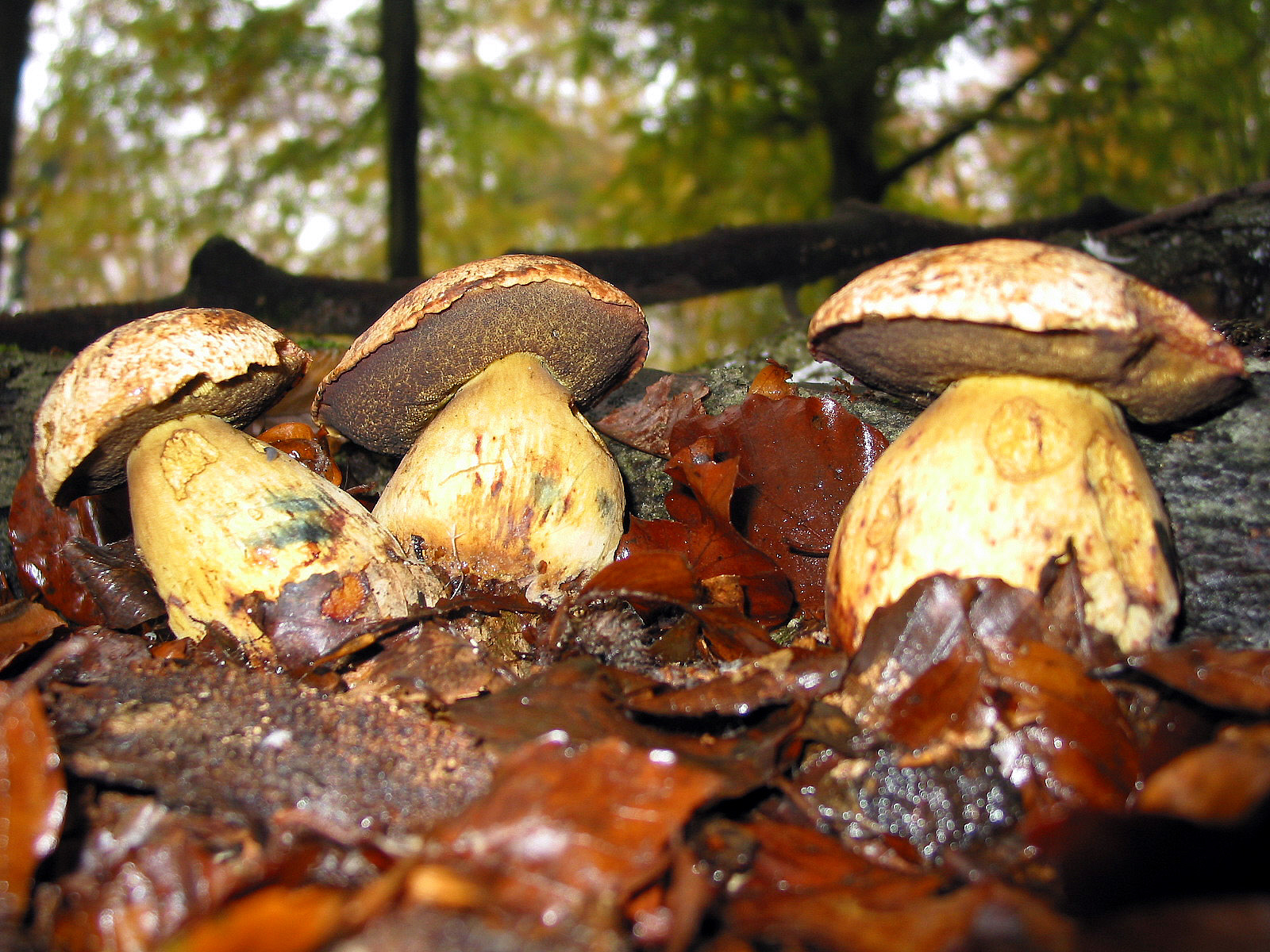
Boletus junquilleus
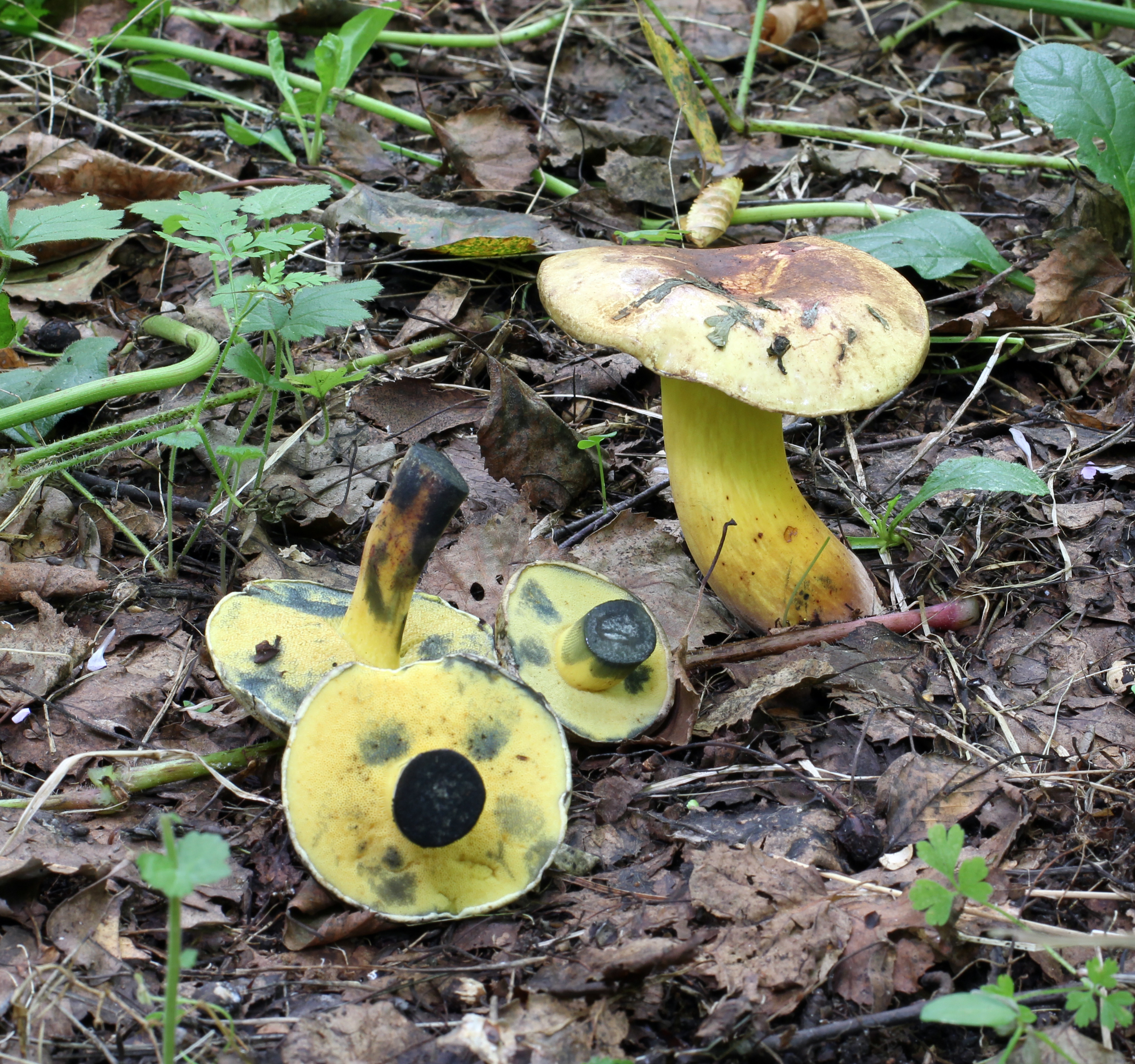
Boletus pulverulentus
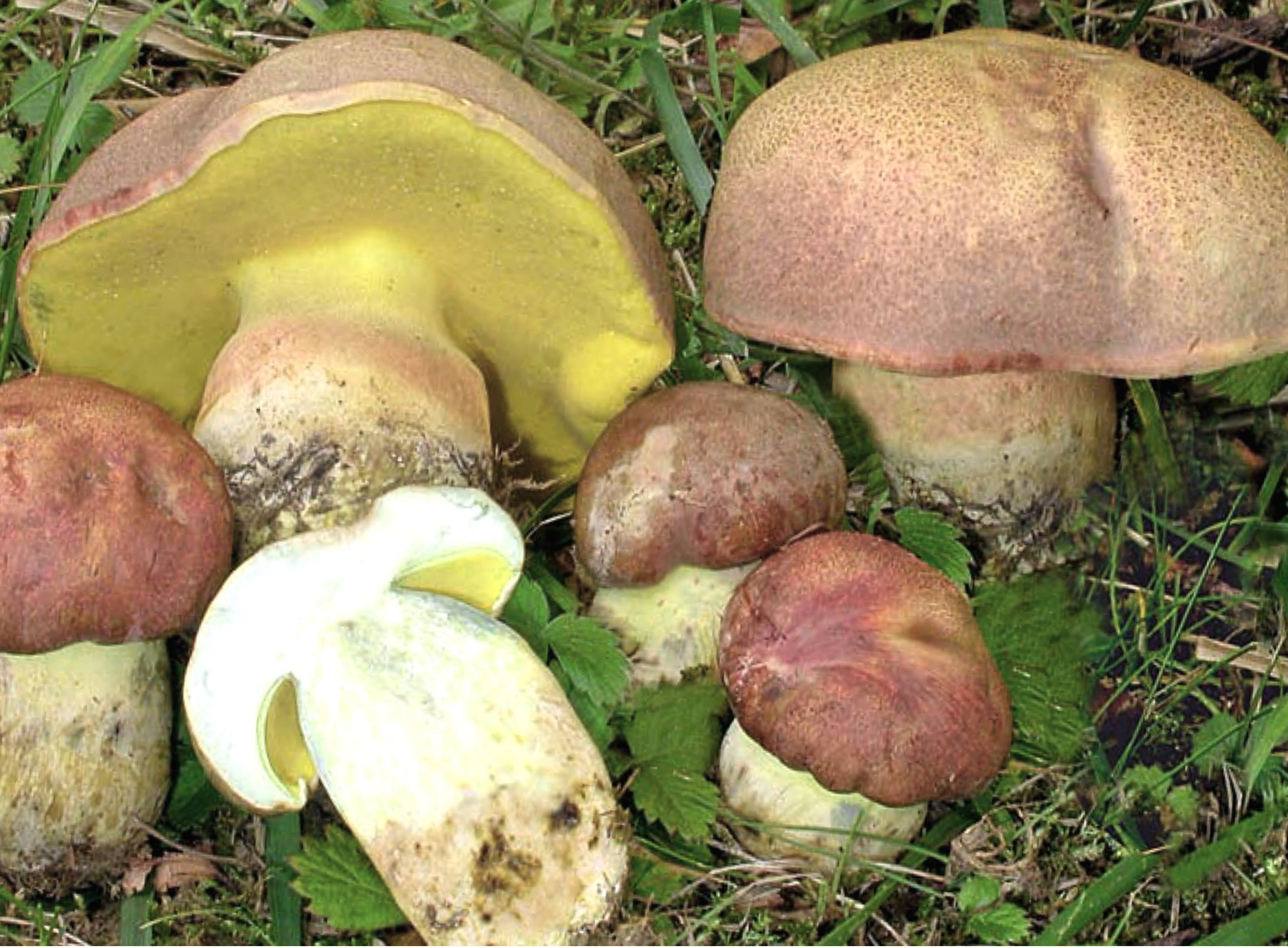
Boletus pseudoregius
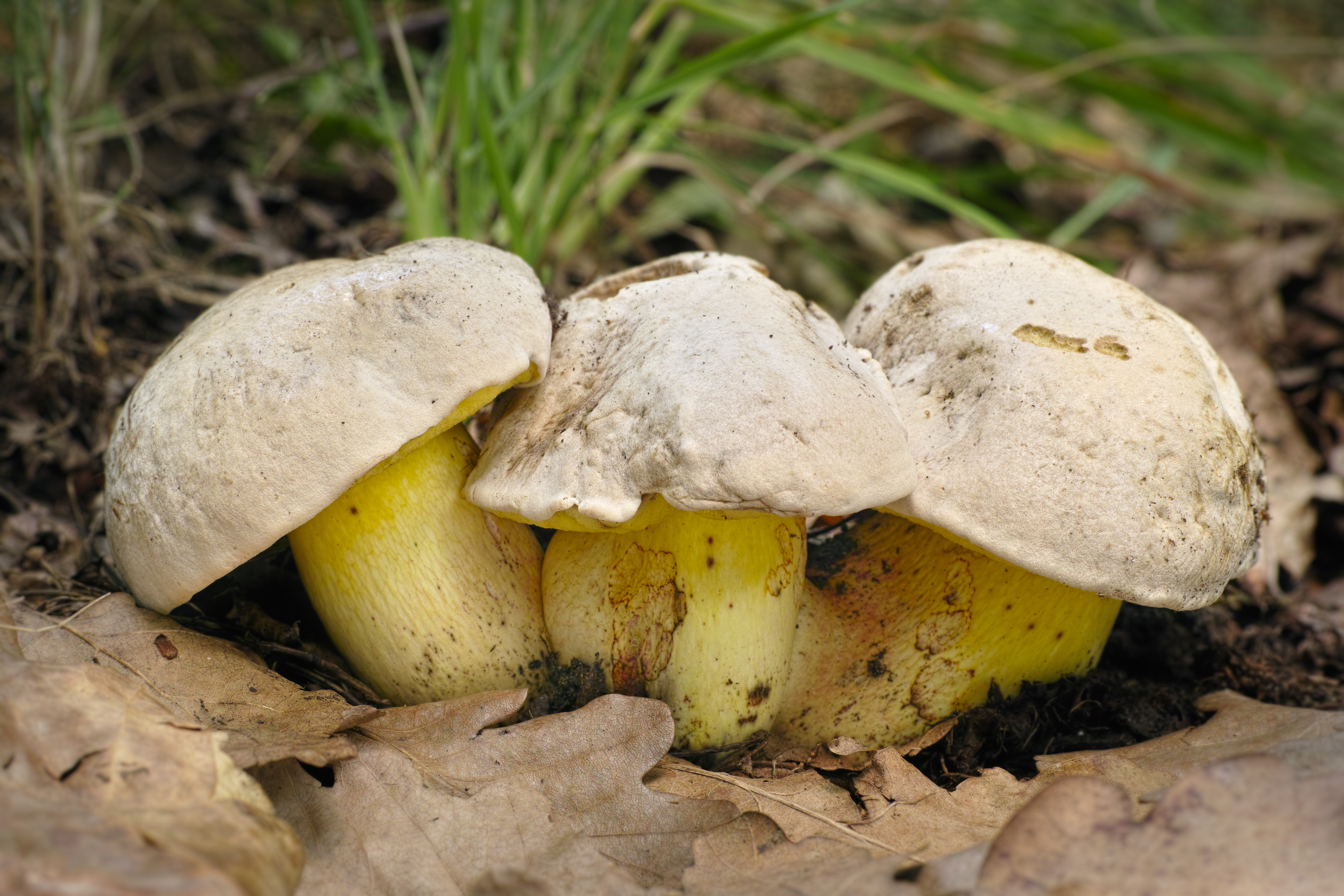
!Boletus radicans!

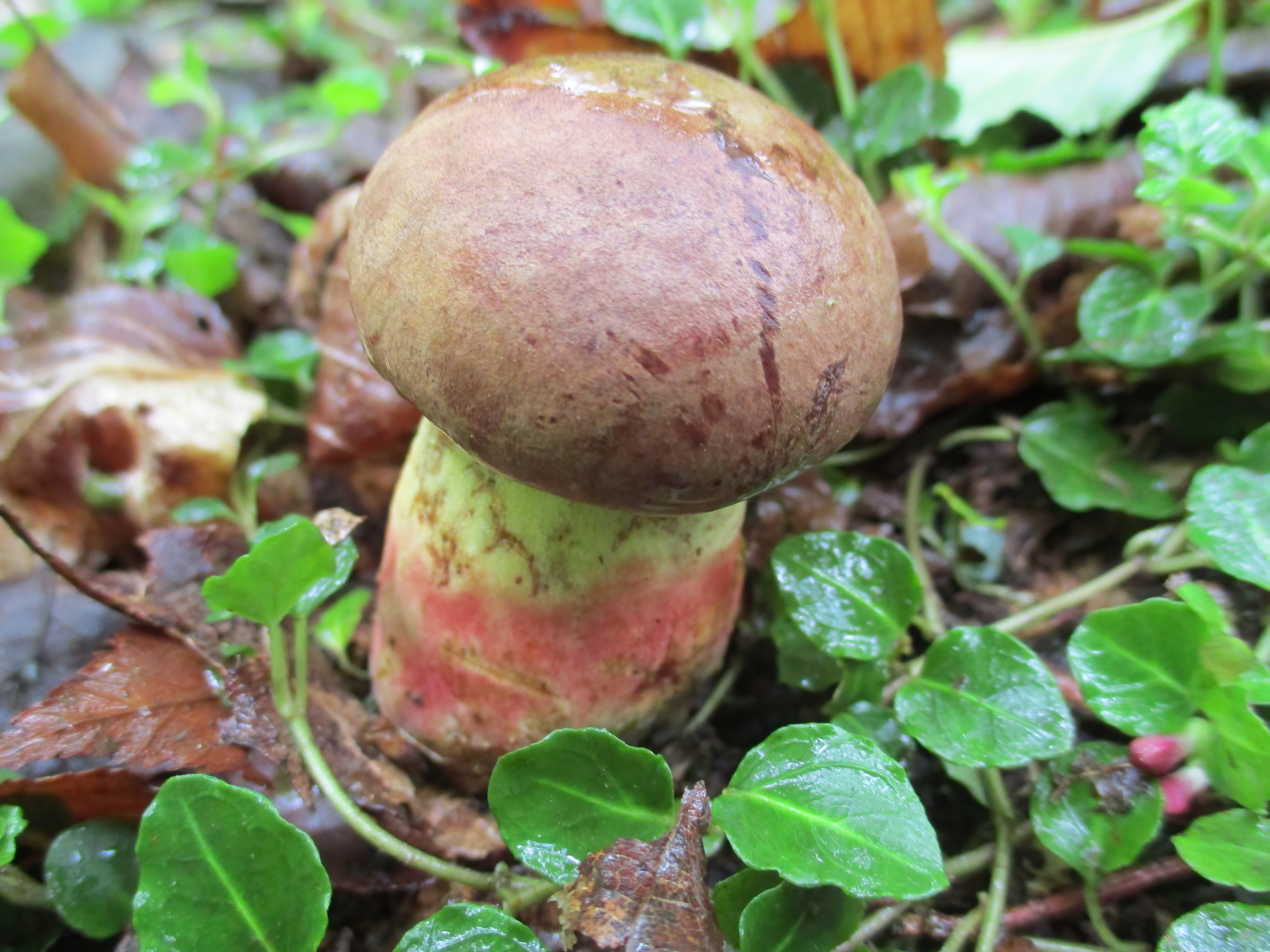
Boletus speciosus
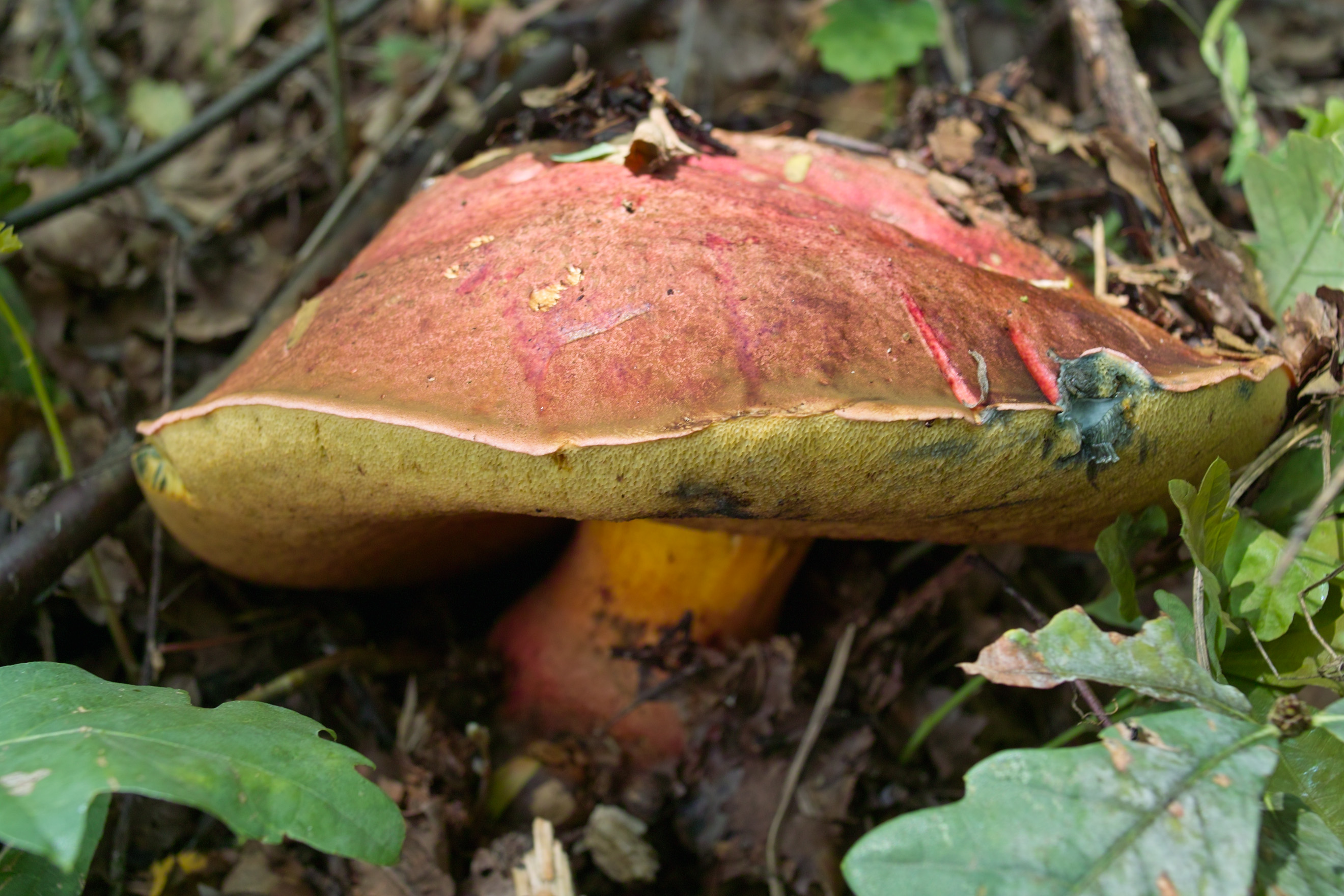
!Boletus spinarii!
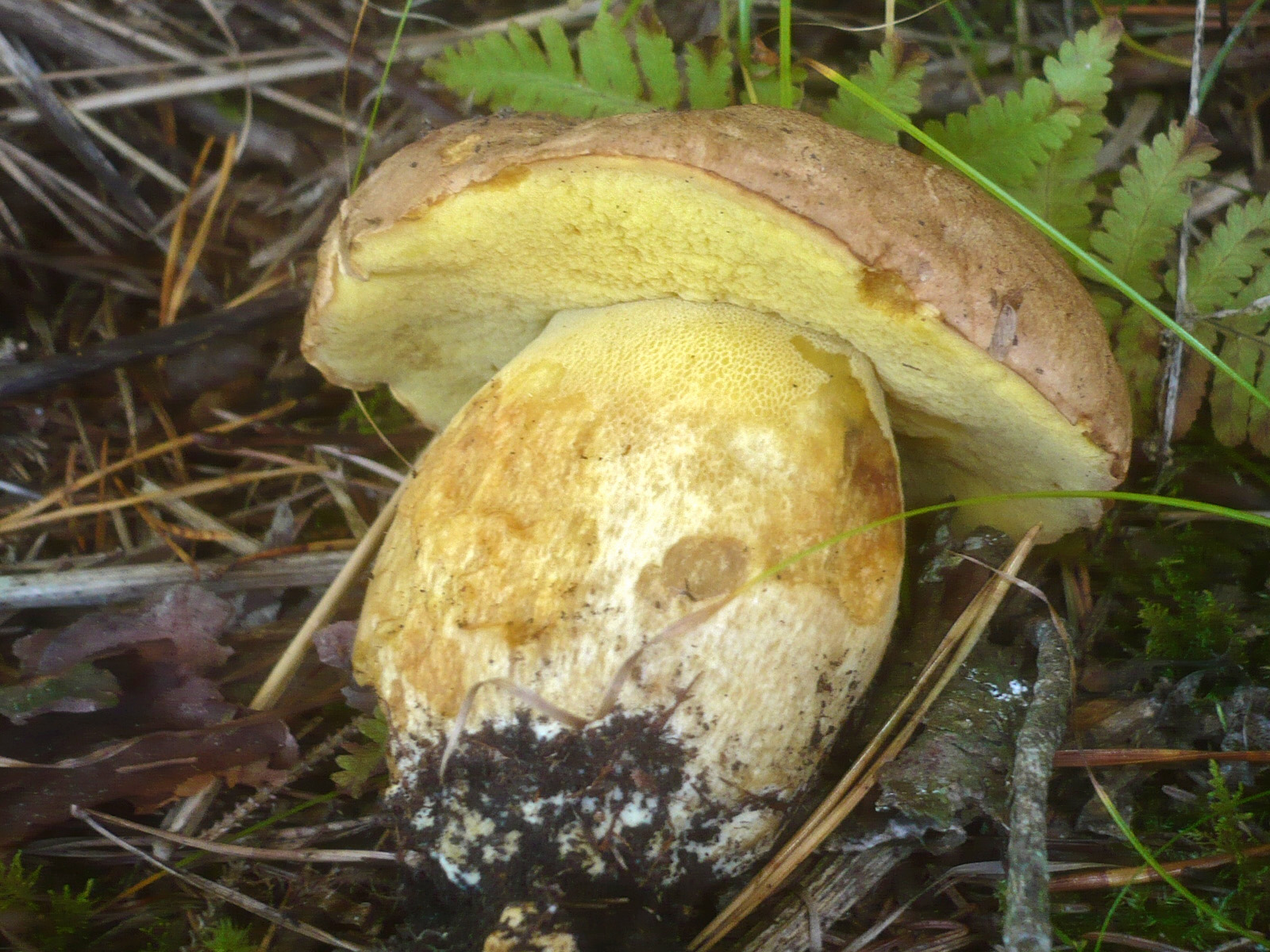
Boletus subappendiculatus
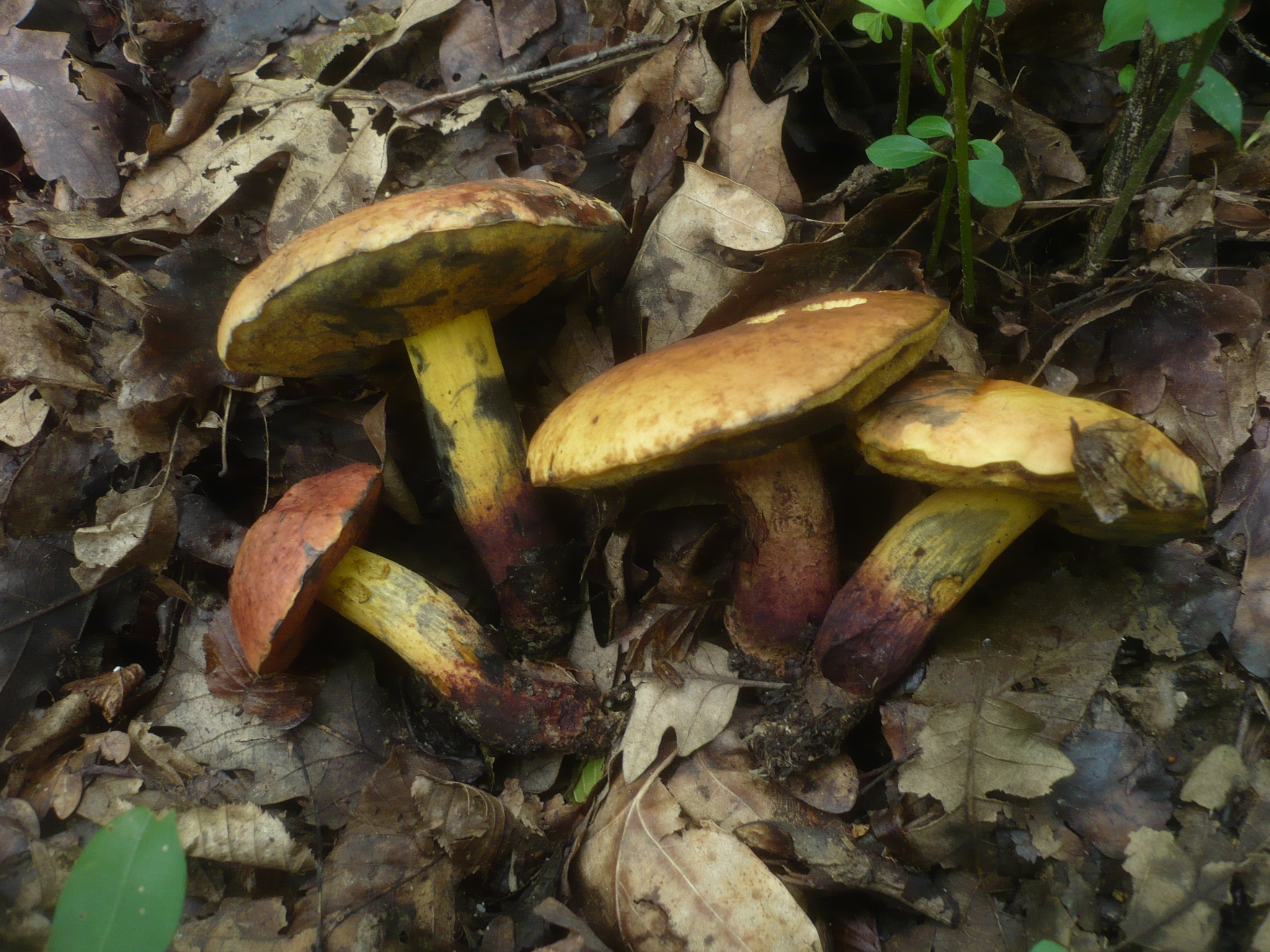
Suilellus queletii sin. Boletus queletii

## Valorificare
Bureții proaspeți pot fi pregătiți, asemănător hribului de vară Boletus aestivalis, ca ciulama, de asemenea împreună cu alte ciuperci de pădure ori adăugați la un sos de carne de vită sau vânat. Mai departe, ei pot fi tăiați felii și congelați. De asemenea este posibilă, după tăierea în felii, uscarea, bureții devenind după împuiere mai savuroși și gustoși. Excelenți sunt preparați ca Duxelles, un fel de zacuscă. Dar specia ar trebui să fie cruțată și lăsată la loc pentru a permite răspândirea ei, după ce a devenit foarte rară.